# Майкл Пфафф
Майкл Пфафф (нар. 17 травня 1980), також відомий як Tortilla Man — американський музикант, найбільш відомий як один з двох нинішніх перкусіоністів ню-метал гурту Slipknot. Він також був учасником альтернативного рок-гурту Dirty Little Rabbits як клавішник разом з майбутнім учасником Slipknot Шоном Креєном.

## Кар'єра
Пфафф все життя дружив з колегою по гурту Slipknot Сідом Вілсоном, який познайомив його з Шоном Краханом у 2007 році. Вони швидко знайшли спільну мову і створили гурт Dirty Little Rabbits, в якому Пфафф був піаністом. Гурт випустив два розширені збірники «Breeding» (2007) і «Simon» (2009) перед тим, як випустити свій дебютний і єдиний однойменний альбом у 2010 році, після чого розпався у 2012 році.

### Slipknot
Після звільнення багаторічного перкусіоніста Slipknot Кріса Фена у березні 2019 року через те, що він подав позов проти гурту, Крахан швидко зв'язався з Пфаффом під час його щоденної роботи та запропонував йому замінити Фена, на що той погодився. Він взяв на себе обов'язки ударника, приєднавшись до гурту незадовго до зйомок кліпу на «Unsainted», лід-сингл з шостого студійного альбому We Are Not Your Kind, який вийшов 9 серпня 2019 року. Через свою маску, що нагадує тортилью, Пфафф швидко отримав прізвисько «Людина-тортила» від шанувальників і був відомий переважно під цим прізвиськом, поки гурт остаточно не розкрив його особистість у березні 2022 року. Спочатку залучений як гастролер, Пфафф став офіційним повноцінним учасником гурту, коли вони всі разом пішли в студію для запису сьомого студійного альбому The End, So Far. Пфафф отримав травму щиколотки під час виступу в європейському турне гурту у 2022 році.

## Особисте життя
Пфафф навчався в Музичній консерваторії Нової Англії в Бостоні, штат Массачусетс, і здобув ступінь магістра музики. Він навчався в Університеті Лоуренса в Епплтоні, штат Вісконсін, де здобув ступінь бакалавра, також з музики. Він також одружений і має одну дитину.

## Дискографія
- The End, So Far (2022)

### Dirty Little Rabbits
- Breeding (2007)
- Simon (2009)
- Dirty Little Rabbits (2010)